# Maleján
Maleján è un comune spagnolo di 294 abitanti situato nella comunità autonoma dell'Aragona.